# Monteleone d'Orvieto
Monteleone d'Orvieto est une commune de la province de Terni, dans la région Ombrie, en Italie.

## Administration
| Période                                  | Période  | Identité        | Étiquette | Qualité |
| ---------------------------------------- | -------- | --------------- | --- | ------- |
| 13 juin 2004                             | En cours | Mario Pattuglia | (centro-sinistra) Parti démocrate / Liste apparentée : DS (sociale-démocrate), PRC (communiste), La Margherita (centre) |         |
| Les données manquantes sont à compléter. |          |                 | |         |

### Hameaux
San Lorenzo, Colle Alto e Basso, Spiazzolino, Santa Maria.

### Communes limitrophes
Città della Pieve, Fabro, Montegabbione, Piegaro.